# Албано-украинские отношения
Албано-украинские отношения — двусторонние дипломатические отношения между Албанией и Украиной.
Посольство Украины в Албании работает с 1 сентября 2020 года. Посольство Албании на Украине работает по совместительству с резиденцией в Варшаве, Польша.

## История
Во время русско-турецких войн 1787—1792 и 1806—1812 годов отдельные группы православных албанцев восставали против Турции и присоединялись к русским войскам. По завершении войн, эти группы были поселены в Одессе (отсюда название улиц Малая и Большая Арнаутская) и в Буджаке (село Каракурт), образовав этническую группу украинских албанцев.
В 1916 году националисты обеих стран приняли участие в конференции Союза народов в Лозанне. Во второй половине XX века они входили в состав Антибольшевистского блока народов.
Республика Албания признала независимость Украины 4 января 1992 года. Дипломатические отношения между двумя странами установлены 13 января 1993 года.
1 июля 2011 года состоялась двусторонняя встреча спикера Парламента Албании Жозефиной Топалли с председателем Верховной рады Украины Владимиром Литвиным во время саммита ПА ЧЭС (г. Киев).
Албания выступила против аннексии Крыма Россией в 2014 году и действий России по дестабилизации в восточных областях Украины. Албанские власти были обеспокоены растущим использованием Россией своей мощи и заявили, что Западу необходимо твердо и единодушно отреагировать на действия России в Украине.
16 июня 2015 года было открыто Почётное консульство Республики Албания в Харькове. Почётный консул — Шамиль Омаров.
21—23 февраля 2018 года состоялся официальный визит министра иностранных дел и по делам Европы Албании Дитмира Бушати на Украину (прошли переговоры с председателем Верховной рады Андреем Парубием, первым вице-премьер-министром, министром экономического развития и торговли Украины Степаном Кубивим и министром иностранных дел Украины Павелом Климкиным).
19—21 января 2020 года состоялся рабочий визит премьер-министра Албании Эди Рамы на Украину, его встреча с президентом Украины Владимиром Зеленским, министром иностранных дел Украины Вадимом Пристайко и премьер-министром Украины Алексеем Гончарук.
Албания осудила признание Россией непризнанных республик на Донбассе как нарушение Минского протокола, международных законов, государственности и границ Украины.
С началом Россией вторжения в Украину президент Албании Илир Мета, премьер-министр Эди Рама, министр по европейским и иностранным делам Олта Джачка и представитель Албании в ООН Ферит Хокса (Ferit Hoxha) выступили с заявлениями, осуждающими российское вторжение в Украину.
В конце февраля 2022 года Албания и США представили совместно написанную резолюцию, осуждающую российское вторжение в Украину в Совет безопасности ООН, но Россия наложила на неё вето. Будучи членом Совета безопасности ООН Албания выступила соавтором резолюции США о созыве чрезвычайной сессии Генеральной Ассамблеи по поводу вторжения в Украину. Поскольку это было процедурное голосование, противостояние России не повлияло на результат, и резолюция была принята. На этой созванной чрезвычайной сессии Генеральной Ассамблеи Албания голосовала за резолюцию ES-11/1, осуждающую российское вторжение и требующей полного вывода российских войск с территории Украины, которая была принята большинством голосов. Президент Украины Владимир Зеленский в телефонном разговоре с премьер-министром Рамой поблагодарил Албанию за её усилия и поддержку Украины.
6 марта 2022 года российские снаряды в ходе обстрела Харькова уничтожили почётное консульство Албании. Жертв не было поскольку, персонал покинул здание. Министерство иностранных дел Албании осудило нападение. 7 марта городской совет Тираны переименовал улицу, где стоят посольства России и Украины, в улицу Свободной Украины в знак поддержки сопротивления страны российскому вторжению.
Албанский парламент принял резолюцию поддерживающую Украину и целостность её границ. Албания поставляет военное оборудования Украине для боевых действий. После саммита НАТО Рама заявил о готовности Албании принять несколько тысяч украинских беженцев. В середине марта Албания приняла  351 беженца с Украины. Правительство Албании предложило разместить в стране тысячи украинских беженцев. Албания разрешила украинским гражданам въезд в страну  без виз и разрешение на пребывание в стране сроком на год.

## Договорно-правовая база
Количество действующих двусторонних документов — 14.

## Торгово-экономическое сотрудничество
В период с января по октябрь 2013 года объём товарооборота между Украиной и Албанией составил 29 млн. $ (снизился по сравнению с соответствующим периодом за прошлый год на 16,8 млн. $), в том числе экспорт — 28 млн. $ (снизился на 16,5 млн. $), импорт — 1 млн. $ (снизился на 0,3 млн. $). Положительное для Украины сальдо составило 29 млн. $ против 45,8 млн. $ по сравнению с соответствующим периодом за 2012 год.
4 ноября 2016 года Украина и Албания ввели безвизовый режим.